# 平城遷都1300年記念事業

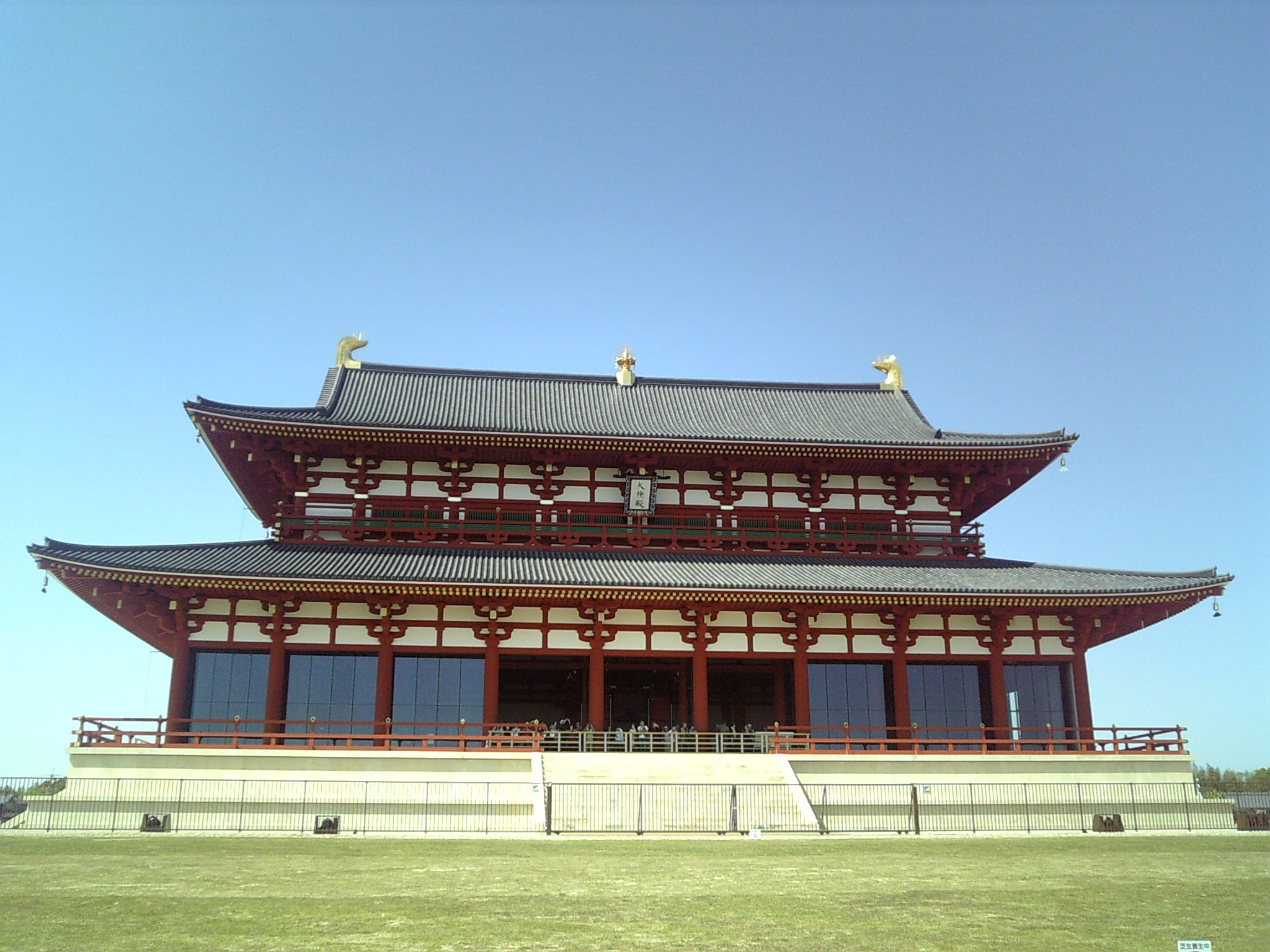
平城宮跡大極殿（復元）

平城遷都1300年記念事業（へいじょうせんとせんさんびゃくねんきねんじぎょう）は、現在の奈良県奈良市付近にあった平城京への遷都から2010年（平成22年）で1300周年を迎えることを記念して開催された事業。平城遷都1300年祭とも。主催は奈良県などが設立した平城遷都1300年記念事業協会。

## 概要

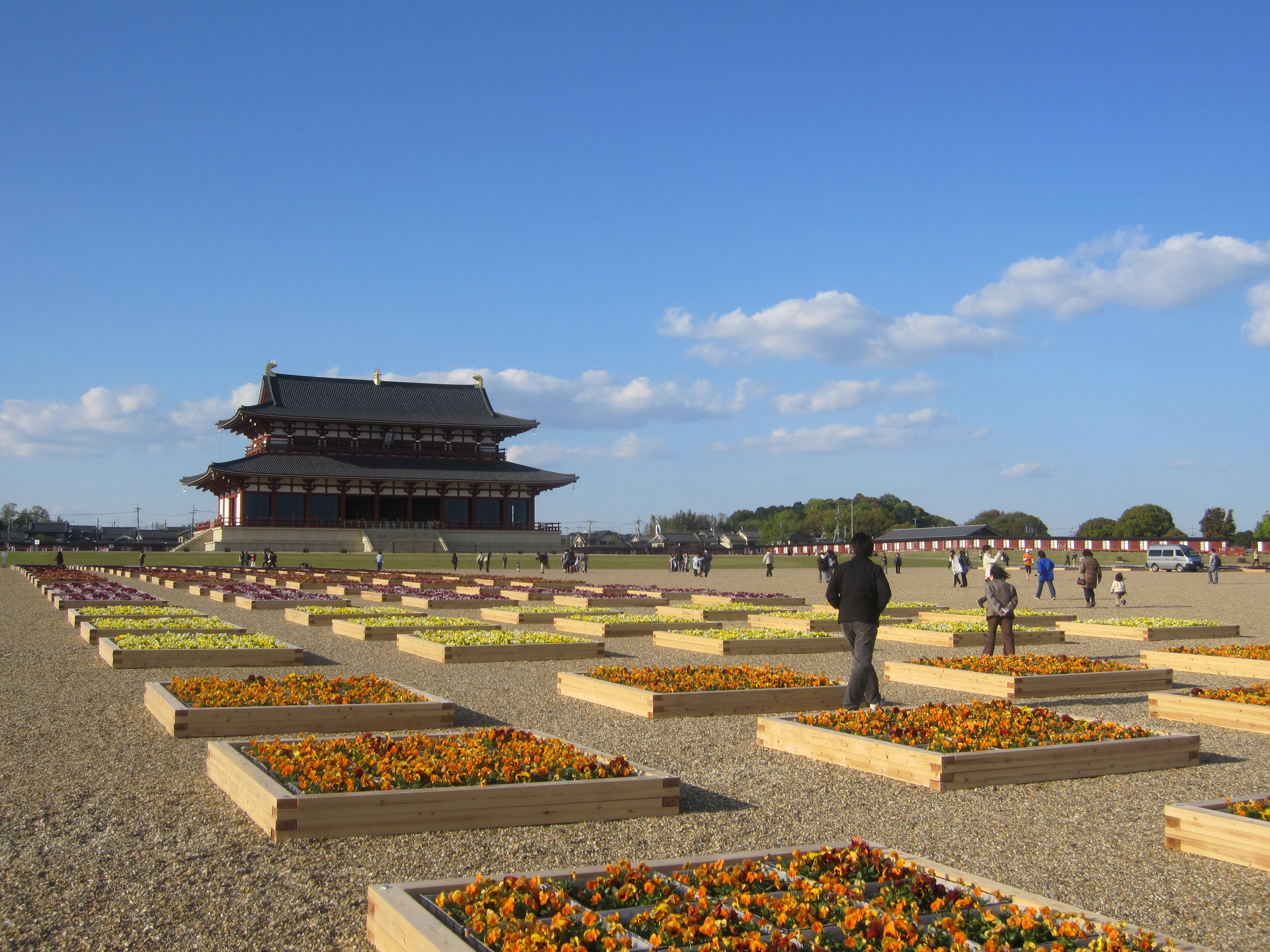
第一次大極殿・前庭

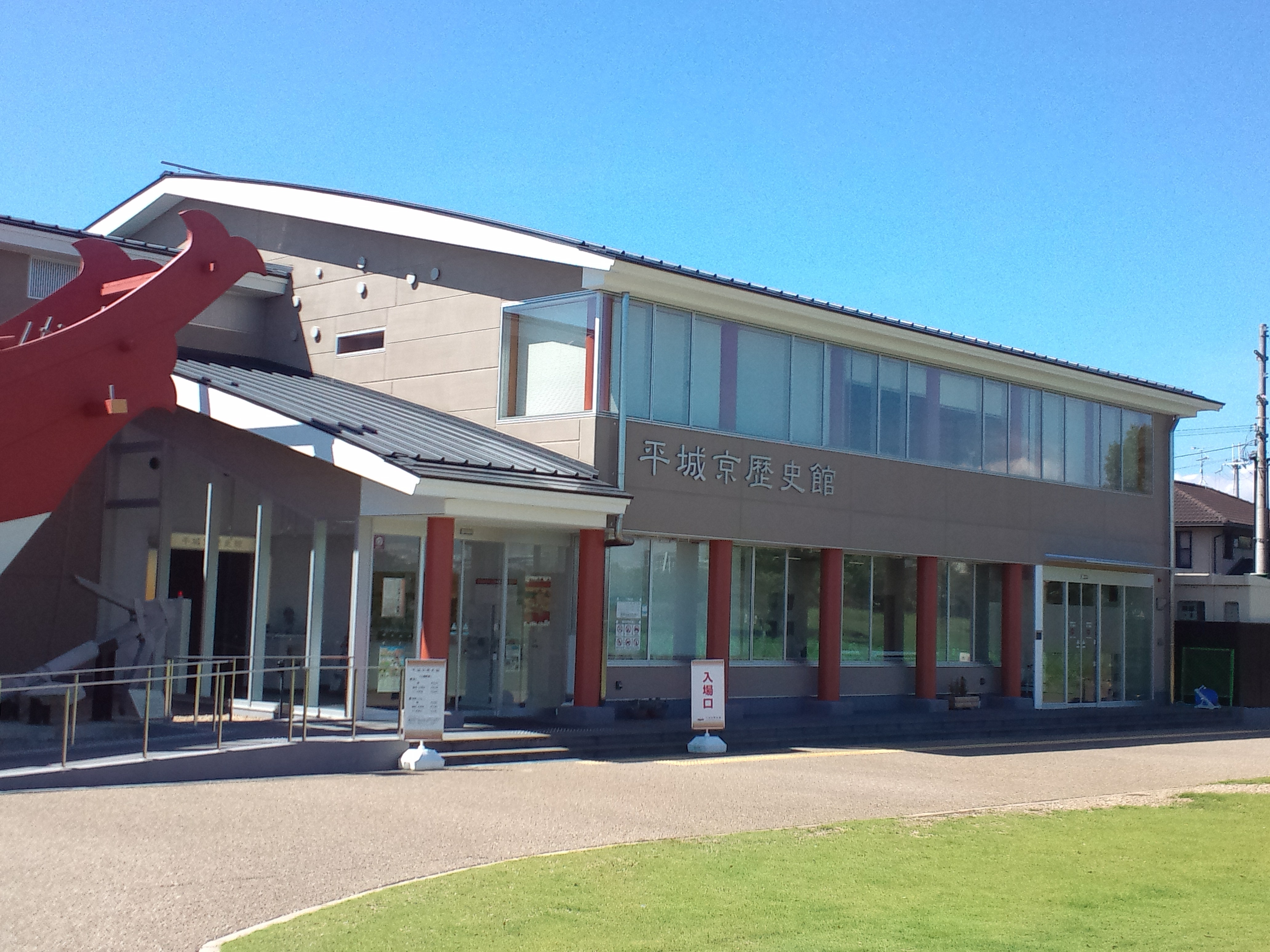
平城京歴史館

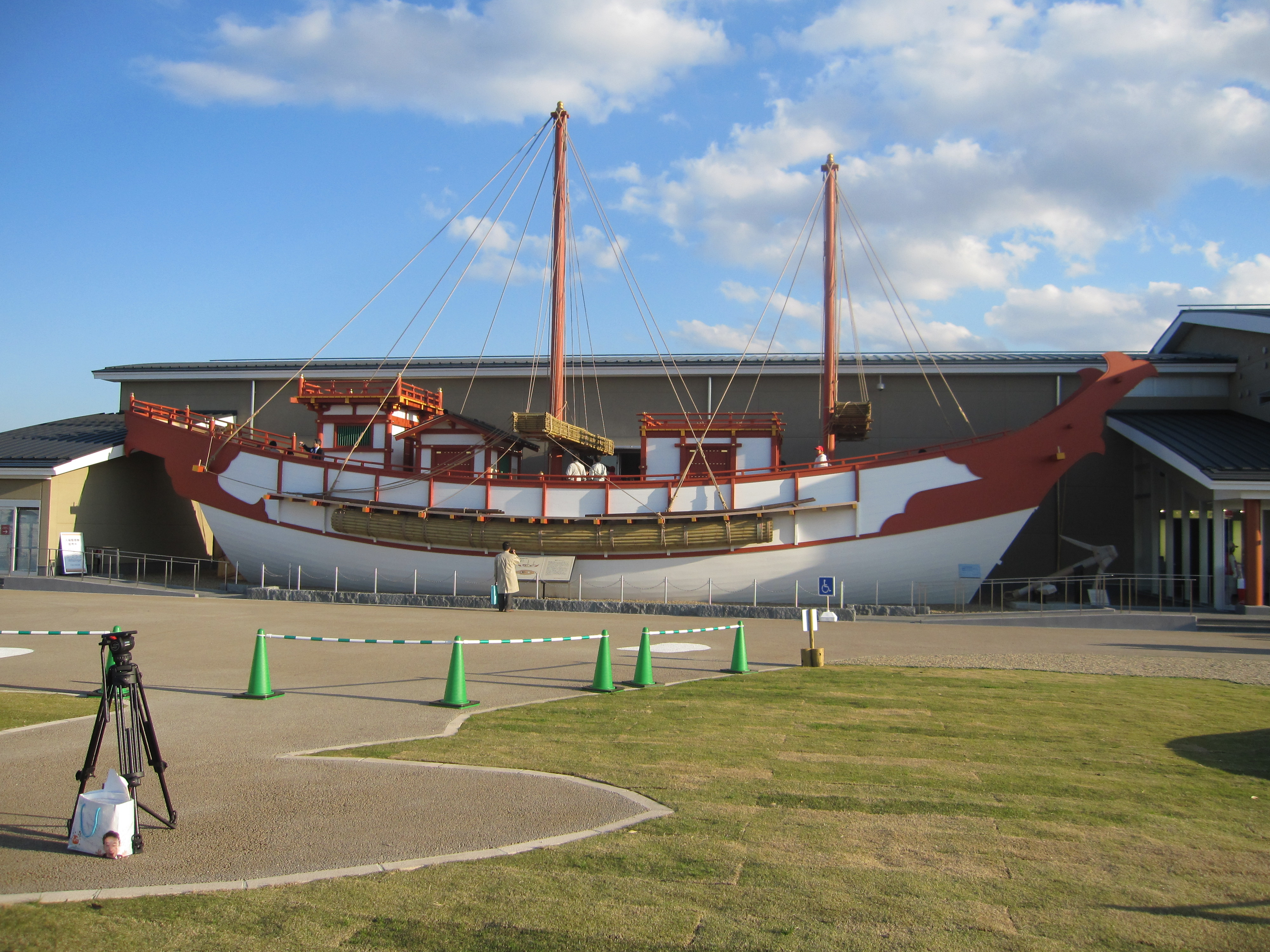
遣唐使船復原展示

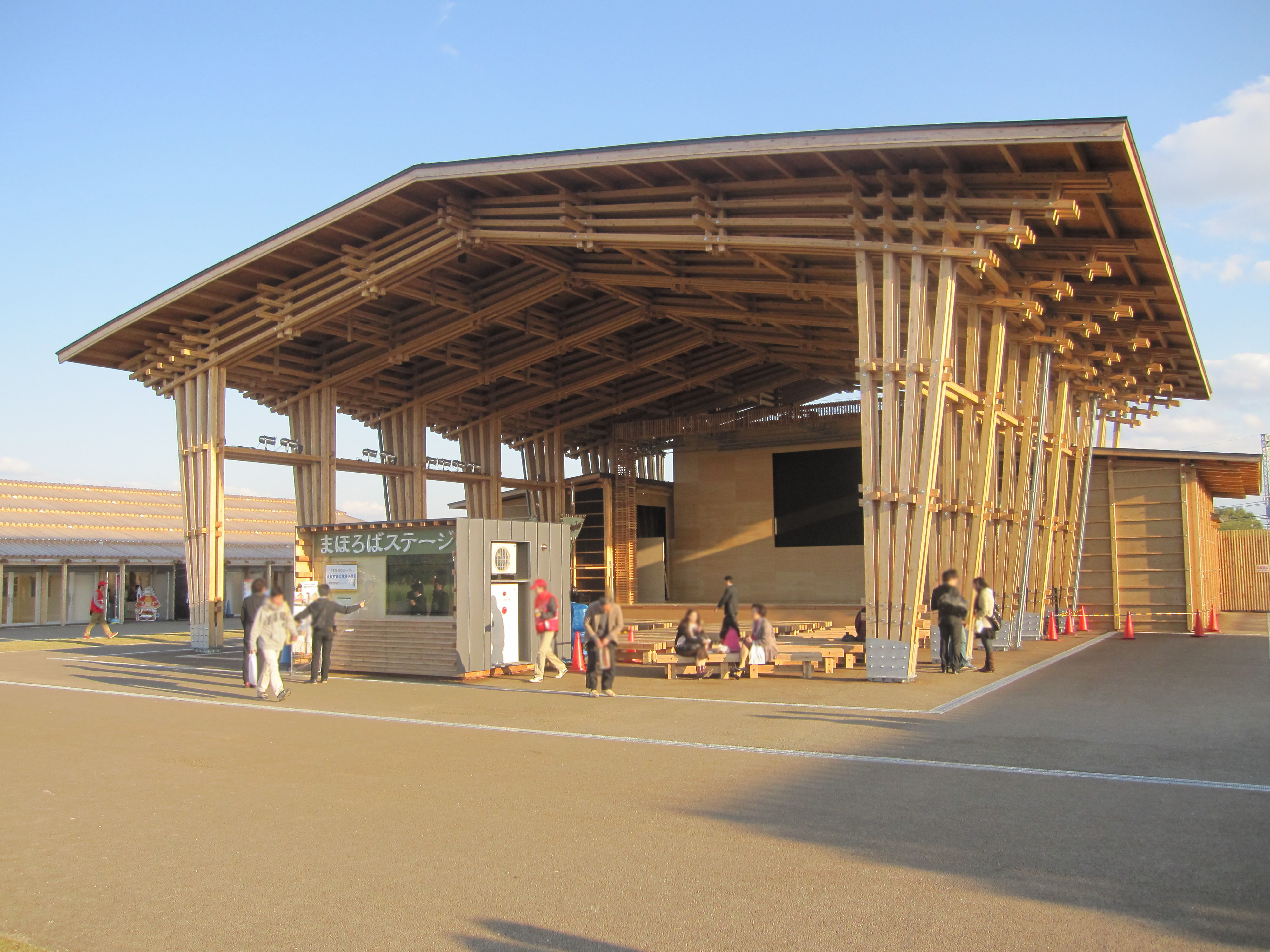
まほろばステージ

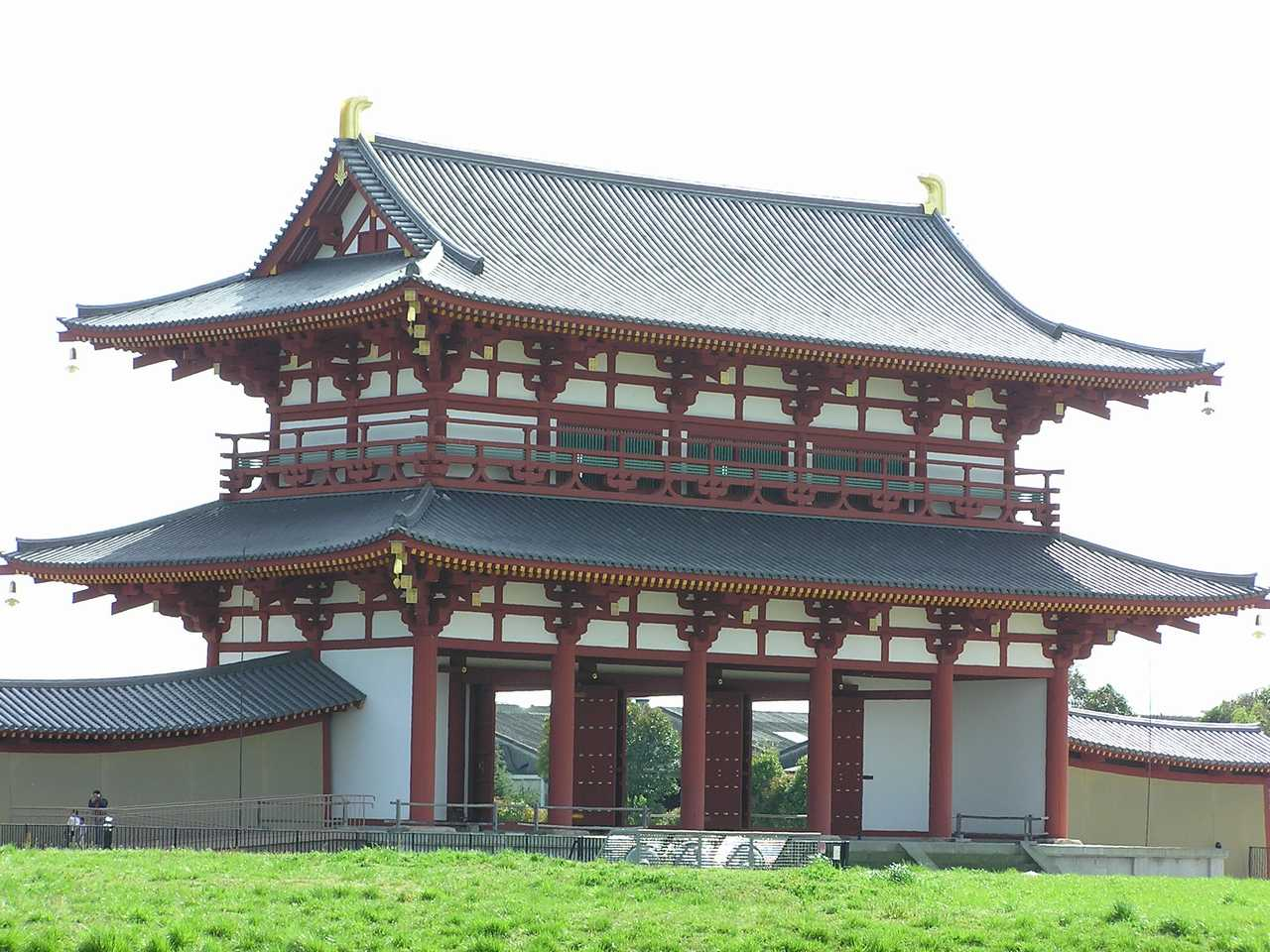
復元朱雀門

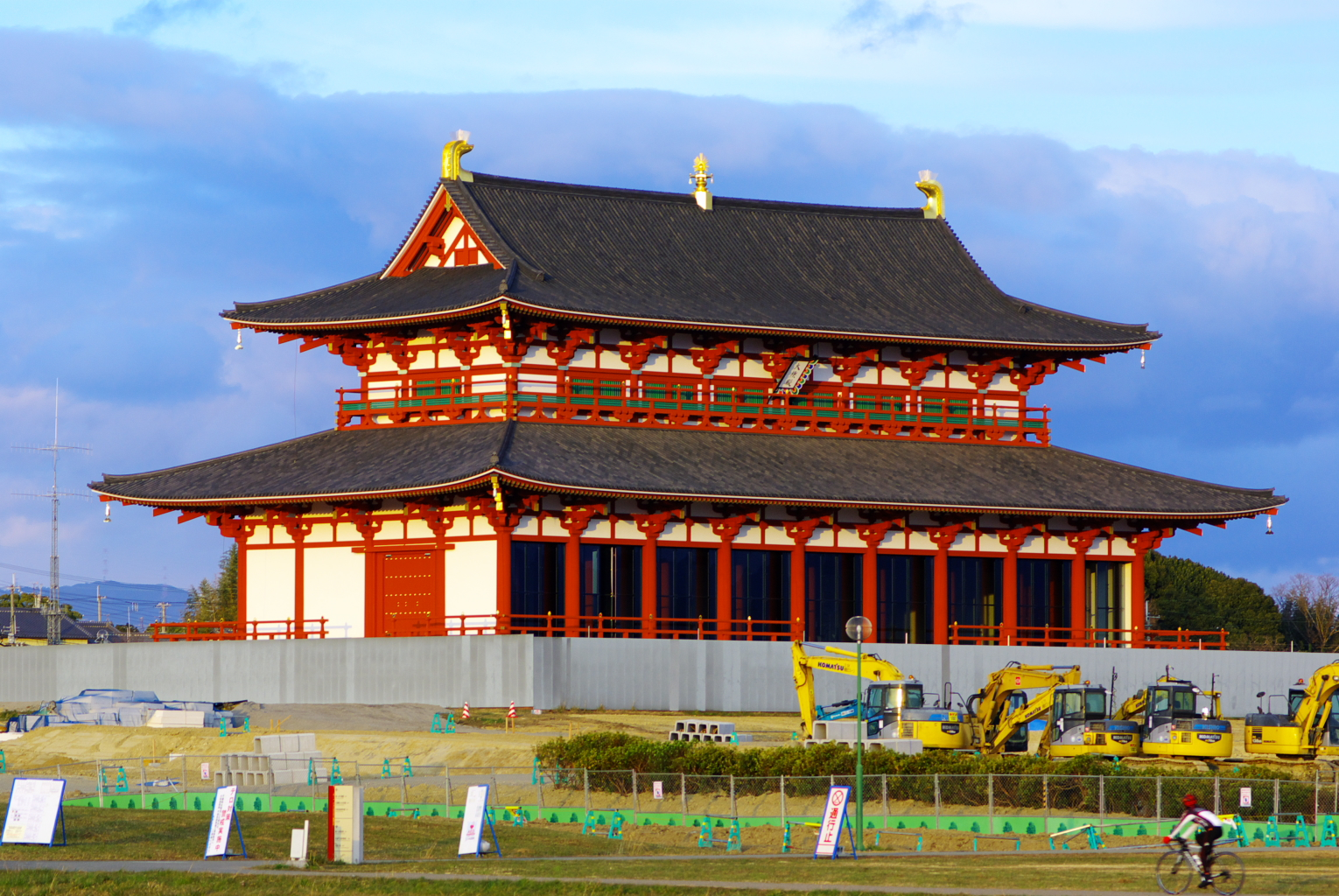
復原工事が進む平城宮大極殿周辺（2010年1月）

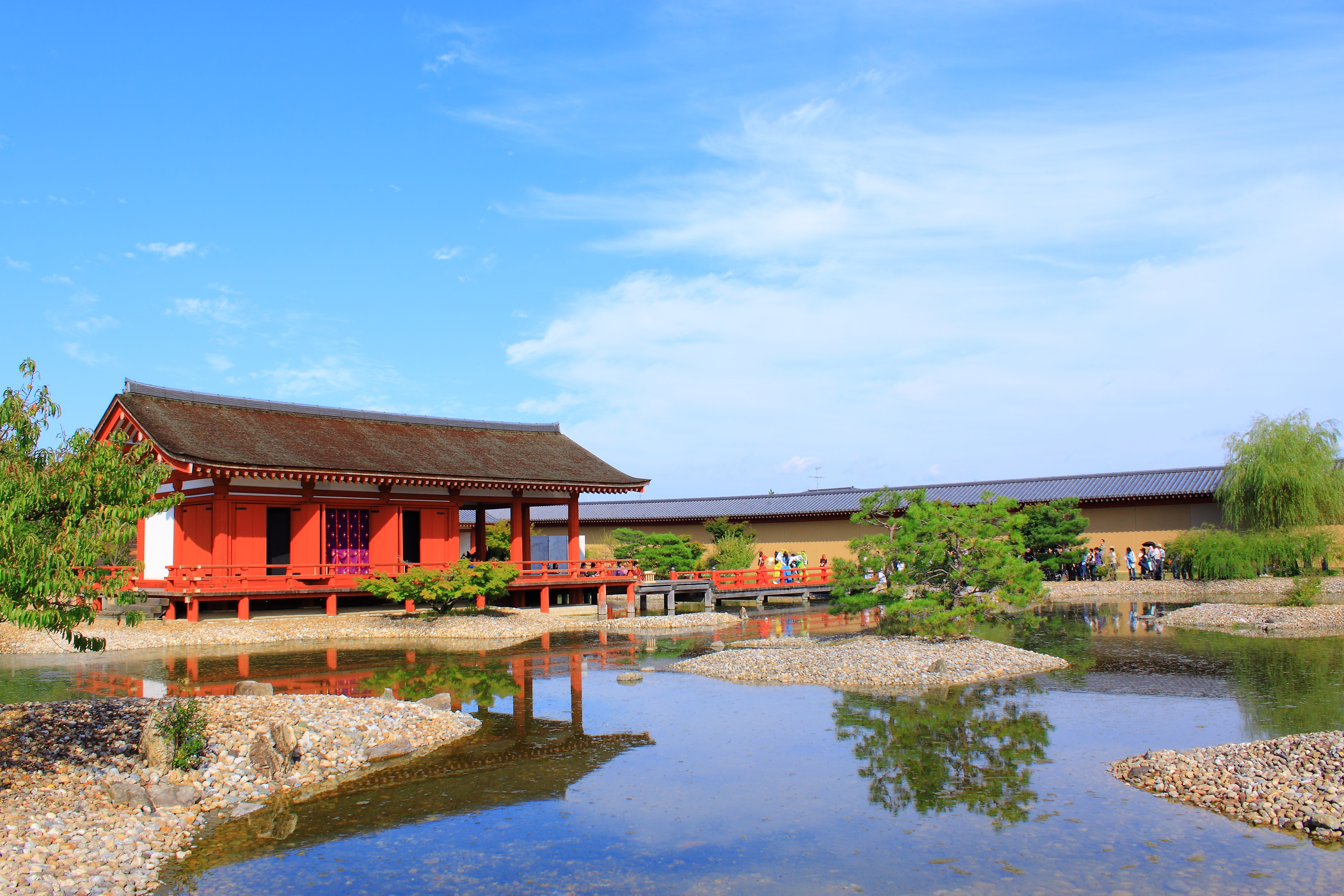
東院庭園広場（秋季フェアでは曲水の宴の再現が行われていた）

平城遷都1300年祭は、奈良県内県内各地で開催された。平城宮跡会場は「メイン会場」で、ほかに県内各地で特別イベントや特別開帳が「巡る奈良」事業として開催された。マスコミ等で「平城遷都1300年祭」と言うときは、平城宮跡会場のみを指す場合が多かった。

## 目的とテーマ
目的
計画当初は、「美しい日本、はじまりの奈良」を合言葉に日本の歴史文化を世界に発信し、21世紀の地球社会にふさわしい平和で豊かな文化の創造に資するとともに東アジアをはじめ世界各地との交流の拡大を図り、活力と創造性に満ちた社会の構築に寄与することを目的としたが、2008年に合言葉が「日本のはじまり　奈良」と変更され、目的も「日本の歴史・文化が連綿と続いたこと“祝い、感謝する”」ものとされた。
テーマ
「歴史文化の対話と交流」

## 会場

### 平城宮跡（メイン）会場
特別史跡平城宮跡（Heijō Palace）を舞台に4月24日 - 11月7日に開催された。
- A ：エントランス会場 (Entrance Plaza)　シャトルバスやタクシーの発着場や各施設をそろえた仮設エリア
  - 探訪ツアーセンター　平城宮跡探訪ツアーやセルフガイドシステムの予約
  - 出展参加ホール　協賛企業などが、期間限定での展示が行われる。また常設で国営飛鳥平城宮跡歴史公園の完成予想プラモデルも展示されていた。
- B：平城京歴史館/遣唐使船復原展示 (Heijō History Museum/Replica of Japanese Diplomatic Ship for Envoys to Tang China)
- C：朱雀門広場 (Suzaku Gate Plaza)　朱雀門周辺の朱雀大路も含めたエリア
  - 朱雀門　1998年復元の朱雀門の復元。
- D：交流広場( Exchange Plaza)　各団体の出展や休憩所、「レストラン遷都」やフードコートもある中枢の仮設エリア
  - まほろばステージ　各団体の劇や歌などの公演が行われた。
  - 交流ホール　各団体の期間限定展示
  - レストラン遷都　レストラン
  - 奈良土産館　奈良県内の土産をそろえた、買物施設。
  - 平城京ゆかりバザール　平城京ゆかりの地（主にシルクロード）の物品の販売。
  - 東にぎわい市・西にぎわい市　期間限定の入れ替わりでの販売店。
- E：平城宮跡資料館 (Heijō Palace Site Museum)　平城遷都１３００年祭にあわせリニューアルされた。
- F：第一次大極殿・前庭 (Front Courtyard of the Former Imperial Audience Hall)　内部も公開された。
- G：南門広場 (South Gate Plaza)　第一次大極殿南側に設けられた仮設の施設。各仮設エリアでは小規模
  - 天平衣装貸出所　奈良時代の服装の貸出を行い、第一次大極殿付近を散策できた。
- H：体験学習広場(Heijō-kyo  Hands-on Learning Plaza)　遺構展示館南側に設けられた架設の施設
  - 平城京なりきり体験館　発掘疑似体験や平城京仕事体験、天平衣装体験、体験工房の平城京にまつわる体験ができる。
  - 宮内省
- I：遺構展示館 (Excavation Site Exhibition Hall)　リニューアルされた。本物の遺構が見学てきる。また展示も豊富
- J：東院庭園広場 (Eastern Palace Garden Plaza)　東院庭園前の広場を活用した。春季・秋季フェアには植物の演出があった。
  - 東院庭園　東院庭園の復元。前には展示施設もある。

尚、平城宮跡会場は閉幕後は、通常の平城宮跡の営業状態へ戻り、既存の施設である平城宮跡資料館、遺構展示館、朱雀門、東院庭園と新しく第一次大極殿が加わり現在も無料で一般公開されている。※定休日あり
平城京歴史館は2011年の4月23日に再オープンし有料で一般公開されていた。2016年6月30日に平城京歴史館は閉館し、今後は平城宮跡歴史公園拠点ゾーンの宮跡休憩展望施設として整備される予定である。

### 奈良県内全域
巡る奈良事業として、特別イベントや特別開帳のイベントが行われた。

### 基本事業

#### 当初計画
当初は下記4事業を2010年の1年間を通して実施する計画であったが、その後大幅に変更された。
平城宮跡事業
平城宮跡会場にパビリオンを設置する予定だったが、文化庁が難色を示したため断念。
平城京・広域ネットワーク事業
飛鳥京など県内外の古都旧跡地域と連携する。
国際コンベンション事業
ユネスコなどと連携して各種国際会議やイベントを開くとされていた。
文化創造・市民参加事業
市民・民間団体が手掛ける事業。

#### 事業の変更
平城宮跡会場では2010年4月から約半年間、大極殿前広場を映像と音を駆使した大規模な屋外劇場（大極殿シアター）をシンボルに天平の風景を立体映像で疑似体験できる「平城京時空館」や当時の市場のにぎわいを再現し日本各地の名産名品が一大集結する「平城京バザール」、豊かな歴史文化と美しい自然の楽しさを体験できる「なら歳時記ミュージアム」など、歴史体験型パビリオン10棟を特設する予定であった。
しかし、平城宮跡でのパビリオン建設は文化庁が難色を示したため断念された。その具体的な経過は明らかにされていない。
国の2008年（平成20年）度予算案には平城宮跡の国営公園化が盛り込まれており、2008年度から国営公園としての整備が行われる見込みであるが詳細は未定である。国営公園の開設式は平城遷都1300年記念事業に合わせて、2010年春に行われる予定である。
2008年2月に公表された新実施基本計画案では事業規模を大幅に縮小し、記念祝典を中心イベントとすることとされた。「平城京歴史館」（仮称）と「四季のなら館」の2館が建設されることとなったが、これらの施設は国営公園事業の一環として建設され記念事業後も存続するもので、奈良市ではパビリオンではないと説明している。

### 基本方針
「語る」「楽しむ」「つくる」の3つの視点で多くの主体の参画を得て、多種多様なイベント展開を目指す（国際会議、シンポジウム、大規模展示・展覧会、フェスティバル、パフォーマンス、コンサート、映画、舞台芸術、飲食スポット、アミューズメントなど）。

### 事業規模

#### 当初計画
総事業費 - 300億円
- 記念事業全体 2010年の1月から12月の1年間 - 1,500万人集客
- 平城宮跡事業 2010年の春-秋の半年間程度 - 500万人集客

#### 資金調達の問題
100億円超の民間資金を予定していたが思うように集まっておらず、事業の全体像がどうなるかは不透明である。

#### 2008年2月の実施基本計画案
総事業費 - 100億円程度
- 記念事業全体 - 約1,200-1,300万人集客
- 平城宮跡事業 - 約200-250万人集客

2008年2月に公表された新実施基本計画案では、総事業費が約3分の1の100億円に大幅に縮小された。民間資金は20億円とされ、入場が原則無料となったため営業収入も見込まないこととなった。また、集客見込みも下方修正された。

## 開行事

### 平城宮跡会場

#### 通期
- あをによしパレード
- 衛士隊の再現　（朱雀門の開門、閉門・南門広場の交代）

#### 春季フェア「花と緑のフェア」
4月24日 - 5月9日
会場内を花などの植物で演出した。
- 第一次大極殿正殿復原整備工事完成記念式典（4月23日開幕一日前）
- 平城遷都祭2010（毎年開催されている平城遷都祭の1300年特別バージョン）

#### 夏季フェア「光と灯りのフェア」
8月20日 - 27日
会場内を電飾や映像で演出され、特別に夜間営業も実施された。また、平城遷都祭の演出もあった。
- なら燈花会2010（奈良公園を中心に毎年開催されているイベントの特別バージョン）
- バサラ踊り2010（奈良公園を中心に毎年開催されているイベントの特別バージョン）
- 光の現代美術展「時空　Between Time and Space」出展作家：森下泰輔、菅間圭子、地場賢太郎、Anne Lydiat、Chris Wainright、Tina Keane 　助成：芸術文化振興基金

#### 秋季フェア「平城京フェア」
10月1日 - 11月7日
- 平城遷都1300年記念祝典－ 天皇・国内外の国賓など約2000名を招き、大極殿前庭で催されるクライマックスイベント。
- 大極殿音絵巻・東院庭園音絵巻－　国内外の著名アーチストによる野外コンサート
- 天平茶会
- 古代行事の再現「曲水の宴」、「歌垣」、「蹴鞠」など
- 平城京カーニバル　－　クロージングイベント

### 特別行事　奈良と世界の交流（奈良歴史探訪回廊（市町村広域連携イベント））
コンセプトは「四神を巡る」である。
- 第27回奈良緑化フェア「やまと花ごよみ2010」 － 馬見丘陵公園
- 奈良マラソン2010 － 日本陸連公認マラソン
- 歴史探訪（三都）ウォーク（春期）
- 宿泊型ウオークイベント「奈良を巡るてくてくウォーク」
- 工房街道アートプロジェクト
- 奈良まちおこし結び会2010
- 第15回全国梅サミット － 月ヶ瀬地区
- 第64回全国お茶まつり奈良大会 － 奈良市内
- ならまちわらべうたフェスタ2010 － ならまち周辺
- 奈良工芸フェスティバル2010 － なら工藝館

#### 東アジア未来会議
- 東アジア地方政府会合
- APEC観光大臣会議
- 世界歴史都市会議
- 世界宗教者平和会議40周年記念式典
- 東アジア未来会議・奈良2010
- 日本ペンクラブ「平和の日」の集い
- 国際文化フォーラム
- 平城京フォーラム2010
- 万葉集成立1250年記念シンポジウム
- 東アジア比較文化国際会議
- 第2回NARA万葉世界賞贈呈式・記念シンポジウム

### 巡る奈良
- 「白虎」斑鳩・信貴山・葛城周辺
- 「青龍」飛鳥・藤原・大和高原・宇陀周辺
- 「朱雀」吉野周辺
- 「玄武」奈良公園・平城京周辺

#### 奈良大和路　秘宝・秘仏特別開帳　「祈りの回廊」
- 各寺院による秘蔵秘仏特別公開

### 特別企画展
- 遣唐使展
- 正倉院特別展
- 国際書法交流日本大展
- 県立万葉文化館特別企画展
- 県立美術館特別企画展
- 県立図書情報館特別企画展
- 入江泰吉記念奈良市写真美術館特別企画展

### 民間イベント
- なら国際映画祭2010
- せんとくん盆踊り

## 関連組織
2001年4月に県庁企画室に平城遷都1300年記念事業準備室が設置された。2005年（平成17年）5月に任意団体として平城遷都1300年記念事業協会設立、2008年11月に社団法人化。

### 総合プロデューサー・理事長
木村尚三郎（東京大学名誉教授） - 2006年10月18日に逝去したため空席となった。

### 主な平城遷都1300年記念事業協会役員
- 会長 - 秋山喜久（関西経済連合会相談役、関西電力相談役）
- 副会長
  - 荒井正吾（奈良県知事）
  - 藤原昭（前奈良市長）
- 特別顧問
  - 梅原猛（国際日本文化研究センター顧問・名誉教授）
  - 平山郁夫（ユネスコ親善大使、前東京藝術大学学長）　- 2009年12月2日死去
  - 奥野誠亮（元国会議員（法務大臣、国土庁長官））
  - 河合隼雄（京都大学名誉教授、国際日本文化研究センター名誉教授、文化庁長官）　- 2007年7月27日死去
- 名誉会長 - 新宮康男（前関経連会長、住友金属工業名誉会長）
- 顧問
  - 寺田千代乃（関経連副会長、アートコーポレーション社長）
  - 竹内行夫（前外務事務次官）
  - 田代和（前近畿商工会議所連合会長、近鉄相談役）
  - 柿本善也（前奈良県知事）
- 理事 
  - 石森秀三（北海道大学観光学高等研究センター長、国立民族学博物館名誉教授）
  - 千田稔（奈良県立図書情報館館長、国際日本文化研究センター名誉教授）
  - 田辺征夫（奈良文化財研究所所長）
  - 樋口隆康（前奈良県立橿原考古学研究所所長）
  - 中西進（奈良県立万葉文化館館長、国際日本文化研究センター名誉教授、京都市立芸術大学名誉教授）
  - 中村徹（日本観光協会会長）
  - 湯山賢一（奈良国立博物館館長）など
- 評議員 - 網干善教（関西大学名誉教授・2006年死去）、井沢元彦（作家）、石毛直道（国立民族学博物館名誉教授・元館長）、上野誠（奈良大学教授）、鎌田道隆（前奈良大学学長）、河瀬直美（映画作家）、北岡伸一（東大大学院教授）、さだまさし（歌手）、里中満智子（漫画家）、中邨秀雄（前吉本興業名誉会長）、永井多恵子（前NHK副会長）、西川りゅうじん（マーケティング専門家）、町田章（前文化財研究所理事長）、水野正好（奈良大学名誉教授）、山崎しげ子（随筆家）、山折哲雄（日文研名誉教授・元所長）など他多数。
- 参与会 - 近畿府県知事、奈良県内選出国会議員。

### 平城遷都1300年記念事業推進委員会
委員総数153名
- 会長 - 御手洗富士夫（日本経済団体連合会会長）
- 委員長 - 下妻博（関西経済連合会会長）
- 顧問 - 秋山喜久、森喜朗、奥野誠亮、平山郁夫、石原信雄

### 東アジア地方政府会合実行委員会
委員総数22名
- 委員長 - 石原信雄（地方自治研究機構会長）
- 副委員長 - 佐藤行雄（日本国際問題研究所理事長）、谷野作太郎（日中友好会館副会長）
- 顧問 - 二階俊博（日韓議員連盟常任幹事）、野村明雄（近畿商工会議所連合会会長）、藪中三十二（外務省事務次官）、森喜朗（日韓議員連盟会長）、平山郁夫、瀧野欣彌（総務省事務次官）

### 日本と東アジアの未来を考える委員会
委員総数95名
- 委員長 - 平山郁夫（日本美術院理事長）2009年12月2日死去。
- 委員長代行 - 川勝平太（静岡県知事）
- 顧問 - 下妻博
- 幹事長 - 松岡正剛（編集工学研究所所長）
- 幹事 - 福原義春（資生堂名誉会長）、野田一夫（多摩大学名誉学長）、寺島実郎（日本総合研究所会長）、

小林陽太郎（富士ゼロックス相談役最高顧問）、喜多恒雄（日本経済新聞社社長）

### 平城遷都1300年記念事業推進議員連盟役員
2007年11月15日現在、総員115名
- 会長 - 森喜朗
- 顧問 - 中川秀直、中川昭一、丹羽雄哉、青木幹雄、片山虎之助
- 副会長 - 麻生太郎、伊吹文明、高村正彦、古賀誠、谷垣禎一、津島雄二、中山太郎、二階俊博、町村信孝、山崎拓、与謝野馨
- 幹事長 - 河村建夫
- 幹事 - 大島理森、尾身幸次、久間章生、小坂憲次、小杉隆、塩谷立、島村宜伸、下村博文、武部勤、中馬弘毅、渡海紀三朗、中山成彬、西村康稔、額賀福志郎、鳩山邦夫、福田康夫、細田博之、柳沢伯夫、尾辻秀久、小野清子、北川イッセイ、中曽根弘文、舛添要一
- 事務局長 - 棚橋泰文
- 事務局次長 - 奥野信亮、鍵田忠兵衛、高市早苗、田野瀬良太郎

## 交通網の整備
2010年の遷都祭開催に向け県内北部では道路や鉄道を中心とした交通網の整備が進められた。

### 道路
道路関係の主な工事としては阪奈道路の第二阪奈道路合流点（宝来ランプ） - 尼ヶ辻間の8車線化工事が挙げられる（国道308号大宮道路）。これは片側2車線（合計4車線）しかなく慢性的に渋滞が発生していた（第二阪奈の開業で車両流入量が増えさらに悪化している）同区間の状況を緩和するべく、新たにこの区間に4車線の高架路を作り遠近分離を図るものであった。また、これにつながる形で三条菅原線（三条大路5丁目-三条栄町）と大森高畑線の一部の4車線化も行われJR奈良駅西口から平城宮跡会場まで渋滞を避けたシャトルバス運行に重用された。旧国道24号線より東側の三条通りの歩道拡幅も行われたが、会期までには完成せず会期中は工事中断とされた。
このほかに西日本旅客鉄道（JR西日本）奈良駅の高架化工事が進められ、会期中の2010年3月に完成した。これは、従来地平を走っていた線路を跨線橋で超えていたものを、付近一帯の線路を高架にし道路を地平に移すことによって踏切を無くす大規模な工事であった。完成後は駅ホームも高架となり、駅舎も現在の仮駅舎に代わって奈良の歴史をモチーフにしたデザインになっている。また駅周辺は西側にホテル誘致（これは失敗に終わったが）・総合保健施設、東側に商業ビルなどの再開発も進んでいる。旧駅舎は観光案内所としてリニューアルされた（「奈良駅」も参照）。しかしながら、駅前広場の再整備は主要部分が事業化されていない状態であり、また当初の計画にあった奈良駅の2階から接続する予定の駅東側のペデストリアンデッキは、旧国道24号線の拡幅工事が予定通りに進まなかった事や、デッキからの降り口をどこに造るかで降り口周辺の店舗とそうでない店舗との調整が出来なかった事などが重なり、建設されていない。

### 鉄道

#### 近畿日本鉄道
近鉄では、近鉄奈良線大和西大寺駅 - 新大宮駅間に会期中限定の臨時駅を設置する構想があったが断念された。検討されていた設置場所は国道24号奈良バイパスの高架下付近（平城宮跡の東端）だった。なお近鉄奈良線は阪神西大阪線難波延伸工事（阪神なんば線）が完了し、2009年より近鉄奈良駅 - 阪神三宮駅間で相互直通運転を開始している。これに加え会期中の土曜・日曜には近鉄名古屋駅 - 大和西大寺駅間に臨時特急が運転された。

#### 西日本旅客鉄道
JR西日本も2008年におおさか東線の南区間である久宝寺駅 - 放出駅間を先行開業させて、同線・JR東西線経由で奈良駅 - 尼崎駅間に快速列車を走らせている。当初計画されていた新大阪駅 - 奈良駅間の列車は北区間の工事の遅れにより2010年の会期には間に合わず、新大阪駅 - 奈良駅間に臨時特急列車を運転する予定に変更された。また、当初、関西空港駅から奈良方面への臨時列車の運転が計画され、平城遷都1300年祭の秋季期間（10月9日 - 11月7日）に、天王寺駅・JR難波駅を経由する貸切列車を運転させる予定であったが、実際には運転されなかった。

## テーマソング
2009年4月26日、奈良まほろば館（東京都中央区日本橋室町）で公式テーマソングが発表された。制作発表および一般からのキーワード募集の際には「イメージソング」だったが、曲の発表は「公式テーマソング」になった。曲名はラテン語で音楽を意味する「ムジカ」で、作詞・作曲・歌は谷村新司、編曲は千住明。曲はバラード調で、アジア各国の楽器が使われている。

## キャンペーン
- うましうるわし奈良
- 奈良デスティネーションキャンペーン

## プレイベント
- 2007年　平城京フォーラム「風月同天」（松浦俊海唐招提寺長老、谷村新司、千田稔、上田正昭、王維坤西北大学教授）大阪国際会議場
- 2008年　平城京フォーラム　（大野玄妙法隆寺管長、西山厚、上野誠）人見記念講堂
- 2008年3月8日　平城遷都1300年記念シンポジウム　（松岡正剛編集工学研究所長、荒井正吾奈良県知事、藤原昭奈良市長）奈良県新公会堂
- 2008年3月15日　平城京フォーラム　（森本公誠師東大寺長老、谷村新司、滝田栄、千田稔）
- 2008年　東京国立博物館　国宝薬師寺展
- 2008年8月19日  平城遷都1300年祭応援団結団式&500日前Startingイベント （松井絵里奈、田中星児、着ぐるみせんとくん、鹿坊、鹿爺）なら100年会館
- 2008年9月21日-23日　平城宮跡第一次大極殿正殿復原整備工事現場特別公開
- 2008年10月15日　東大寺奉納大歌舞伎　松本幸四郎千回上演「勧進帳」 東大寺大仏殿前
- 2008年10月18日　東大寺世界遺産登録10周年記念 布袋寅泰　SPECIAL LIVE~Fly Into Your Dream~  東大寺大仏殿前
- 2008年11月08日　万葉集1250年記念事業シンポジウム 「万葉のこころを未来へ」 福岡電気ホール
- 2009年3月31日-6月7日  東京国立博物館 興福寺創建1300年記念 国宝 阿修羅展
- 2009年4月1日-5月24日　250日前マンスリーイベント　公式テーマソング発表奈良まほろば館
- 2009年 ユネスコ東アジア子ども芸術祭

## マスコットキャラクター
平城遷都1300年記念事業協会は選定委員によって、東京芸術大大学院教授で彫刻家の籔内佐斗司が描いた童子に鹿の角を生やしたキャラクターをマスコットとして選び、500万円で著作権を譲り受けた。4月15日、キャラクターの愛称が「せんとくん」に決定した。
「せんとくん」に対しては、市民から「可愛くない」、また童子が仏に見えることから「仏を侮辱している」「仏に角を生やすのは不謹慎である」等の批判がある他、「平城遷都1300年祭を救う会」を名乗る任意団体が結成され、街頭やウェブ上などで反対運動を展開していた。更に2008年3月27日には奈良市と周辺の寺院の僧侶らで構成される親睦団体南都二六会が「仏をちゃかしたようなキャラクターに嫌悪感を覚える」などとしてマスコットの再考を求める意見書を提出した。
批判は、非公開で行われた選考過程の不透明さや、地方博のマスコットキャラとしては割高な費用にも向けられている。また、着ぐるみの制作費用は、約80万円だという。
選定過程などに疑問を持つ地元のデザイナーらが集まる「クリエイターズ会議・大和」は、独自のキャラクターを一般からの公募で選定し、「まんとくん」として発表した。地元商店街などが歓迎し、ポスターなどに「まんとくん」を採用した。南都二六会は、同会が独自に採用したキャラクター「なーむくん」を活用するとしている。
この騒動で多くの報道が行われたために知名度は抜群となり、いわゆるゆるキャラとは一線を画したキャラクターと相まって徐々に知名度が高まった。2010年7月時点で、「せんとくん」関連グッズのライセンス料は30億円に達した。また前述のような批判の動きを報道した新聞記者が、協会職員からなじられたことがある。
2008年10月25日に彦根市で開催された『ゆるキャラまつりin彦根』で、「せんとくん」と「なーむくん」の「仲直り」が行われ、12月以降はきぐるみの製作が遅れていた「まんとくん」も加わり、3キャラクターがそろい踏みしてのイベント出演などが行われた。